# Praia do Buraco
Praia do Buraco, em Balneário Camboriú.
A Praia do Buraco é uma praia localizada no município de Balneário Camboriú, no estado brasileiro de Santa Catarina.
Localizada a cerca de quatro quilômetros da Praia Central, faz divisa com a Praia do Canto e é frequentada em sua maioria por pescadores e por turistas que desejam fotografar, pois a mesma se torna imprópria para banho devido às ondas fortes. A faixa de areia é de 910 metros e o único estabelecimento localizado na praia é um resort.